# Битва на Косовому полі (1448)
Битва на Косовому полі проходила з 17 по 20 жовтня 1448 між військами Османської імперії під проводом султана Мурада II і об'єднаними силами Угорщини та Валахії під командуванням угорського генерала Яноша Гуняді на Косовому полі (у той час територія Сербської деспотії, васала Османської імперії). 
Здобувши перемогу в битві при Варні у 1444 році, Мурад II в 1446 році підкорив Морею і зробив грецьких правителів своїми васалами. Після цього він послав свої війська проти правителя Албанії Скандербега, який за підтримки папи Миколи V і регента Угорщини Яноша Гуняді чинив серйозний опір османам. У 1448 році Гуняді з армією хрестоносців перейшов Дунай, щоб об'єднати сили зі Скандербегом, але зазнав нищівної поразки на Косовому полі. Перемога в битві дозволила османам істотно зміцнити свою владу на Балканах, хрестоносці ж зазнали остаточної поразки і більше не робили серйозних спроб відбити півострів у Османської імперії.